# Roman Bławat
Roman Bławat (ur. 9 sierpnia 1936 w Miradowie, zm. 23 sierpnia 1974) – polski ślusarz, poseł na Sejm PRL V kadencji.

## Życiorys
Uzyskał wykształcenie podstawowe, z zawodu ślusarz. Pracował w Starogardzkich Zakładach Farmaceutycznych „Polfa”. W 1969 uzyskał mandat posła na Sejm PRL z ramienia Polskiej Zjednoczonej Partii Robotniczej w okręgu Tczew. Zasiadał w Komisji Zdrowia i Kultury Fizycznej.